# دریندل

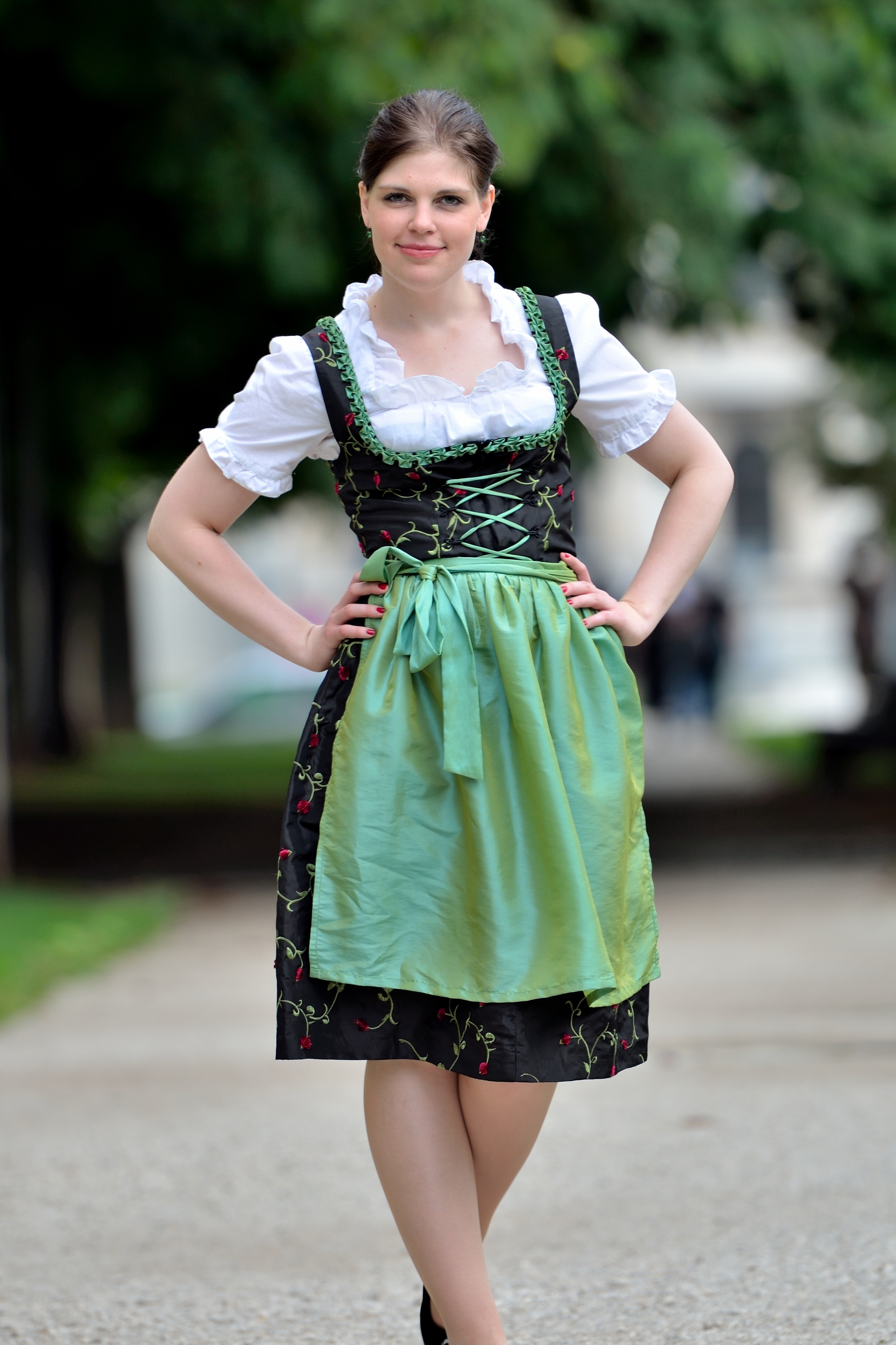
زنی با پوشش دریندل

دریندل (آلمانی: [ˈdɪʁndl̩] ()،) نام لباس سنتی زنانه اتریشی است. دامن مزبور در آلمان و سوئیس نیز مرسوم است. پوشش دامنی بلند با سینه‌بندی محکم، یقه‌باز با آستین‌کوتاه یا بلند است.  درواقع، دامن دریندل زیرمجموعه تراخت است؛ تراخت پوشش مرسوم دهقان‌های (روستاییان) آلپ است. به‌طورکلی در اروپا، لباس‌هایی را که از سبک دریندل الهام گرفته‌شده‌اند، مد روستایی می‌نامند.

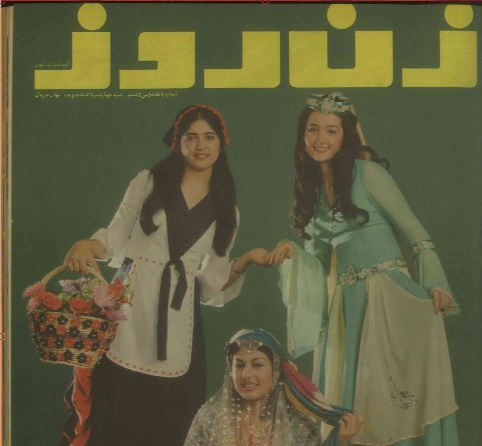
مجله زن روز شماره ۵۳۶ مرداد ۱۳۵۴

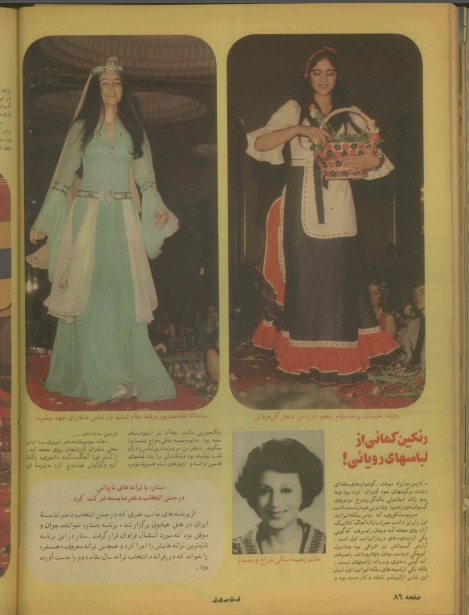
مجله زن روز شماره ۵۳۶ مرداد ۱۳۵۴